# Peter Joseph Arnoudt
Pour les articles homonymes, voir Arnold.
Peter Joseph Arnoudt (ou Pierre-Jean Arnold), né le 11 mai 1811 à Moere (Belgique) et décédé le 29 juillet 1865 à Cincinnati, Ohio (États-Unis), était un prêtre jésuite belge, missionnaire aux États-Unis et écrivain spirituel.

## Biographie
De famille très modeste, Pierre est au travail, comme apprenti tisserand, dès sa jeunesse. Cependant, désirant être prêtre, il a le soutien de l’abbé Jean De Bruyne qui lui donne en privé des leçons de latin et lui obtient d’être admis au collège-internat de Tielt pour les trois dernières années d’humanités.
Arnoudt fait la connaissance des jésuites à Turnhout qui, à la suite de l’indépendance de la Belgique (1830), émergent lentement de la clandestinité. Surmontant une forte opposition familiale, il quitte la Belgique en novembre 1835, en compagnie de cinq autres postulants, pour rejoindre la mission belge du Missouri aux États-Unis et y entrer au noviciat jésuite de Florissant le 31 décembre 1835.
Il poursuit les études préparatoires au sacerdoce avec la philosophie à Saint-Louis (Missouri) de 1837 à 1839. Après quelques années d’enseignement au collège Saint-Charles de Grand Coteau (en Louisiane) et des études de théologie, il est ordonné prêtre en 1844, à Saint-Louis.
En 1856, il se trouve comme directeur spirituel aux facultés universitaire Saint-Xavier à Cincinnati où il acquiert une réputation d’éminent homme de Dieu et d’excellent guide spirituel. À la suite d’un vœu personnel, Arnoudt avait composé une De Imitatione Sacri Cordis Iesu en 1849 qui, en raison de problèmes avec la censure jésuite, ne fut publié qu’en 1863 sous le généralat de Pierre-Jean Beckx.

## L'Imitation du Cœur de Jésus
L'opuscule est composé sur le même modèle que le populaire livre de piété appelé l'Imitation de Jésus-Christ de Thomas a Kempis. Il se compose de nombreux petits chapitres, qui peuvent être consultés et donnent inspiration et courage en diverses circonstances de la vie quotidienne, dans ses aspects temporels comme spirituels. Il s'exprime par un dialogue entre Jésus et le lecteur, le Maître et son disciple qui est à l'écoute de sa parole. Cetle spiritualité pragmatique trouve sa source directement dans le Cœur de Jésus, qui veut par ce biais enflammer et guérir le cœur humain souvent froid, indifférent, calculateur, ou meurtri.
Le petit livre a un retentissement et succès considérable : il est traduit en anglais, français, allemand, italien, espagnol, néerlandais et portugais. Ce classique de la dévotion au Sacré-Cœur de Jésus fut encore publié en 2006.
Outre d’autres œuvres spirituelles Arnoudt compose une grammaire grecque et un recueil de poèmes lyriques grecs. Le père Arnoudt meurt à Cincinnati (Ohio) le 29 juillet 1865.

## Écrits
- De Imitatione Sacri Cordis Iesu, Einsiedeln, 1863. Première édition française (sous le nom de Pierre-Jean Arnold), Imitation du Sacré-Cœur de Jésus, Tournai. Casterman, 1864.
- (Édition récente du même): Imitation du Sacré-Cœur de Jésus (par le Rnd Père Arnold), Cadillac (France), Éditions Saint-Remi, 2006, 267p.